# سالیس، میسیسیپی
سالیس (به انگلیسی: Sallis) شهرکی در ایالت میسیسیپی کشور ایالات متحده آمریکا است که جمعیت آن در سرشماری سال ۲۰۱۰ میلادی، ۱۳۴
نفر بوده‌است.